# Churails
Churails (en urdú, چڑیلز; en hindi, चुरैल्स; lit. ‘Bruixes’) és una websèrie dramàtica pakistanesa del 2020, original del canal Zindagi i exclusiva de la plataforma ZEE5. És escrita i dirigida per Asim Abbasi. La sèrie web és protagonitzada per Sarwat Gilani, Mehar Bano, Nimra Bucha i Yasra Rizvi en els papers principals. És produït per Asim Abbasi juntament amb Mo Azmi i Shailja Kejriwal. Gira al voltant de les quatre dones de Karachi que decideixen muntar una agència de detectius clandestina sota l'aparença d'una botiga de roba, per investigar marits infidels i ajudar dones maltractades sense recursos. Va estar disponible per a l'estríming a la plataforma OTT ZEE5 l'11 d'agost de 2020. S'ha doblat al català per a la plataforma 3Cat, que va incorporar-la al catàleg el 21 de juny de 2024.

## Premissa
La Zubeida és una universitària de família conservadora amb un gran secret: és aficionada a la boxa i surt amb nois que coneix a Tinder. La Sara és una mestressa de casa, casada i amb tres fills, que descobreix que el seu marit li fa el salt. La Jugnu, amiga de la Sara, és una organitzadora de casaments a punt de fer fallida. La Batul acaba de sortir de la presó, on ha complert condemna per assassinat. Una nit, totes quatre dones, que es troben en moments decisius de les seves vides, coincideixen a casa de la Jugnu i decideixen muntar una agència de detectius clandestina sota l'aparença d'una botiga de roba, per investigar marits infidels i ajudar dones maltractades sense recursos.

## Repartiment

### Principal
- Sarwat Gilani interpreta Sara Khan
- Mehar Bano interpreta Zubaida
- Nimra Bucha interpreta Batool Jan
- Yasra Rizvi interpreta Jugnu Chaudhry

### Secundari
- Meher Jaffri interpreta Laila
- Omair Rana interpreta Jamil Khan
- Sarmed Aftab Jadraan interpreta Dilbar
- Kashif Hussain interpreta Shams
- Dimeji Ewuoso interpreta Jackson
- Shabana Hassan interpreta Resham
- Mareeha Safdar interpreta Sheila
- Amtul Baweja interpreta Munni
- Zara Khan interpreta Baby Doll
- Bakhtawar Mazhar interpreta Pinky
- Sameena Nazir interpreta Babli
- Adnan Malik interpreta Khawar Kureishi "KK"
- Hina Khawaja Bayat interpreta Sherry
- Tara Mahmood interpreta Shumaila
- Maha Hasan interpreta Rida
- Fawad Khan interpreta l'inspector Jamshed
- Alycia Dias interpreta Jiya

### Convidats
- Farah Nadir interpreta Razia (episodis 1 i 2)
- Akbar Islam interpreta Ishtiaq (episodis 1 i 2)
- Sami Khan (episodis 1 i 2)
- Faiza Gillani interpreta Bilquis (episodi 2 i 9)
- Adnan Jillani interpreta Abdul Majeed (episodi 2)
- Nadia Afgan interpreta Aasia (episodi 3)
- Adnan Shah Tipu interpreta el pare de la Sheila (episodi 3)
- Emaan Khan interpreta la Batool de jove (episodi 3 i 4)
- Sania Saeed interpreta Shehnaz Khalid (episodi 4 i 5)
- Sarmad Sultan Khoosat interpreta Ehtisham Khalid (episodi 4)
- Hamzah Tariq Jamil interpreta Naeem (episodi 4)
- Daniyal Raheal interpreta Ro (episodi 5)
- Adnan 'Reddy' Saeed interpreta Ho (episodi 5)
- Frieha Altaf interpreta Botox Lady (episodi 6)
- Fahad Mirza interpreta Shahnawaz (episodi 6)
- Shamim Hilaly interpreta Jehanara (episodi 7 i 10)
- Laila Zuberi interpreta Tabinda Rafi (episodi 7)
- Anoushay Abbasi interpreta Saima (episodi 7)
- Faris Shafi interpreta Abdullah (episodi 8)
- Mahira Khan interpreta Shagufta (episodi 9)
- Eman Suleman interpreta Mehak Hussain (episodi 9 i 10)
- Syed Mohammad Ahmed interpreta l'advocat de l'Iftikhar (episodi 10)
- Khalid Ahmed interpreta Iftikhar Chaudhary (oncle de la Jugnu)

## Episodis
| Temporada | Temporada | Episodis | Episodis | Dates d’estrena    | Dates d’estrena    |
| --------- | --------- | -------- | -------- | ------------------ | ------------------ |
|           | 1         | 10       | 10       | 11 d'agost de 2020 | 11 d'agost de 2020 |

### Temporada 1
| Núm. | Títol                    | Direcció    | Guió        | Data d'estrena original |
| --- | ------------------------ | ----------- | ----------- | ----------------------- |
| 1 | «Fidelitat» «Wafa»       | Asim Abbasi | Asim Abbasi | 11 d'agost de 2020      |
| Una cadena de casualitats acaba reunint una mestressa de casa, una universitària aficionada a la boxa, una organitzadora de casaments i una exconvicta, quan es troben en moments decisius de les seves vides. Totes quatre decideixen associar-se per obrir una boutique de roba que en realitat funciona com una tapadora d'una agència de detectius, Churails. Volen descobrir marits infidels i ajudar dones maltractades sense recursos.                 |                          |             |             |                         |
| 2 | «Unitat» «Aika»          | Asim Abbasi | Asim Abbasi | 11 d'agost de 2020      |
| Les fundadores de l'agència recluten set dones per al seu equip i, al mateix temps, preparen la inauguració de la botiga que farà de tapadora. Comencen a tenir clientes i els resultats són bons, però la Zubeida està a punt de caure en un parany de la seva família, que la vol casar per força. Després que les seves companyes la salvin, la Zubeida reclama que les Churails (les Bruixes) també ajudin les dones que no poden pagar.                  |                          |             |             |                         |
| 3 | «Servitud» «Ghulami»     | Asim Abbasi | Asim Abbasi | 11 d'agost de 2020      |
| Mentre intenten posar-se d'acord sobre els mètodes i el nombre de casos gratuïts que haurien d'assumir, les dones de l'agència Churails comencen a impartir la seva particular justícia, encara que això impliqui traspassar els límits de la llei. La Sheila rep la notícia de l'assassinat la seva mare. La Sara, la Jugnu i la Zubeida se'n van a Hyderabad per ajudar la família de la seva empleada, però no tot és el que sembla.                       |                          |             |             |                         |
| 4 | «Honor» «Izzat»          | Asim Abbasi | Asim Abbasi | 11 d'agost de 2020      |
| La Batul troba la seva filla i decideix entrar a la casa on viu per conèixer-la i parlar amb ella, però s'endurà una decepció. Mentrestant, el grup decideix acceptar el cas de la Shehnaz, una dona que sospita que el seu marit li fa el salt. Aviat les noies descobriran que amaga un secret que val més que no surti a la llum. |                          |             |             |                         |
| 5 | «Límits» «Hudood»        | Asim Abbasi | Asim Abbasi | 11 d'agost de 2020      |
| La policia deté Shehnaz Khalid perquè ha degollat el seu marit, i ella acusa les Churails d'haver-la induït a assassinar-lo. L'inspector Jamshed es disposa a investigar i filtra a la premsa la relació entre la botiga Dissenys Halal i l'agència Churails. Una multitud es presenta davant de la botiga, i quan les dones de Churails surten a plantar cara, es produeix una batalla campal. La nit següent ataquen la botiga amb còctels Molotov.         |                          |             |             |                         |
| 6 | «Bellesa» «Husn»         | Asim Abbasi | Asim Abbasi | 11 d'agost de 2020      |
| La Sara no aconsegueix superar les conseqüències de l'incendi. Mentrestant, la Sheila, una antiga treballadora de Churails, ha desaparegut sense deixar cap rastre. La Jugnu i les altres volen investigar aquesta desaparició, però la Sara s'hi resisteix, fins que descobreix que les noies han tornat a engegar l'agència amb un altre format. Ara, l'objectiu és trobar la Sheila, i la investigació comença a treure a la llum una trama molt sinistra. |                          |             |             |                         |
| 7 | «Sacrifici» «Qurbani»    | Asim Abbasi | Asim Abbasi | 11 d'agost de 2020      |
| La Batul va a la residència femenina St. Mary's, l'última adreça coneguda de la seva filla. La Zubeida i la Babydoll visiten algunes de les noies que treballen a Juice Talent per mirar de trobar alguna pista sobre la Sheila. Mentrestant, la Sara entrevista la Tabinda, l'actriu que va rodar l'últim anunci de Jalwa i que ara té un tipus de càncer poc freqüent.                                                                                      |                          |             |             |                         |
| 8 | «Obediència» «Tabedaari» | Asim Abbasi | Asim Abbasi | 11 d'agost de 2020      |
| Després del segrest de la Zubeida, les dones de Churails es refugien en una casa segura, però continuen investigant d'amagat. La Jugnu s'escapa de la casa per seguir la pista de la Mehak, la filla de la Batul. La Zubeida deixa KO l'home que la vigila i fuig, però la tornen a atrapar. La Sherry avisa la Jugnu que no es refiï dels que té més a prop, i la Jugnu no trigarà a comprovar si té raó o no.                                               |                          |             |             |                         |
| 9 | «Control» «Qaaboo»       | Asim Abbasi | Asim Abbasi | 11 d'agost de 2020      |
| La Sara i la Jugnu ideen una estratègia per escapar-se del control de l'Ifti i els seus guàrdies i continuar buscant la Zubeida. Un cop localitzat el magatzem on la tenen segrestada, elaboren un pla molt arriscat per rescatar-la, però les coses no surten com havien previst i hauran de fer front a una situació del tot inesperada. |                          |             |             |                         |
| 10 | «Poder» «Taaqat»         | Asim Abbasi | Asim Abbasi | 11 d'agost de 2020      |
| Després del rescat de la Zubeida i de l'assassinat del tiet de la Jugnu, els esdeveniments es precipiten. El misteri de la desaparició de la Sheila té un final macabre que fa caure el K.K., però la Jugnu i la Sara furguen en el passat i descobreixen la història inquietant del Club dels Animals d'un internat anglès, una societat secreta d'homes que deien que estimaven les dones d'una manera especial.                                            |                          |             |             |                         |

## Producció

### Desenvolupament
La websèrie es va anunciar el primer trimestre del 2019 sota la direcció d'Asim Abbasi.

### Rodatge
El rodatge principal va començar amb els actors principals Sarwat Gilani, Mehar Bano, Nimra Bucha, Yasra Rizvi i van gravar l'estiu del 2019.
El director Asim Abbasi va anunciar la finalització de la sèrie mitjançant una publicació a Instagram el 4 de setembre de 2019.

## Màrqueting i estrena

### Promoció
ZEE5 va publicar el tràiler oficial de la sèrie el 31 de juliol de 2020 a YouTube.

### Estrena
Churails es va publicar a ZEE5, una plataforma de streaming índia disponible per al públic de tot el món. La sèrie va estar disponible a partir de l'11 d'agost de 2020.

## Rebuda

### Crítica
La sèrie va rebre elogis per les seves representacions sensibles i matisades de personatges LGBTQ, amb homes gais, dones lesbianes i personatges transgènere. Abbasi va dir: "Com que estem mostrant una gamma tan diversa de dones, era important mostrar tot l'espectre de la sexualitat. Hauria estat malament si totes fossin heterosexuals perquè no totes les dones del Pakistan ho són".
Shaheera Anwar de The Express Tribune va donar a la sèrie 4,5 estrelles sobre 5, i va assegurar el següent: "Sense comprometre la narració, Churails és una obra mestra feminista".
Shubhra Gupta a The Indian Express va escriure: "Veure dones d'esperit lliure, maleint en veu alta, amb pals d'hoquei i amb fusells, vestides amb burca, colpejant homes violents i assassins, és un dels punts forts de Churails".

### Supressió i restabliment
L'octubre de 2020, la sèrie es va retirar breument de la plataforma ZEE5 sense cap explicació, segons sembla en resposta a les queixes de l'Autoritat Reguladora dels Mitjans Electrònics i l'Autoritat de Telecomunicacions. Tanmateix, la sèrie va tornar a la plataforma en un o dos dies. ZEE5 va publicar una declaració sobre l'eliminació i la reincorporació: "El programa es va retirar de la plataforma al Pakistan només en compliment d'una directiva que vam rebre. Ara hem tractat el tema i hem restablert el programa a la nostra plataforma".